# Joe Louis Arena

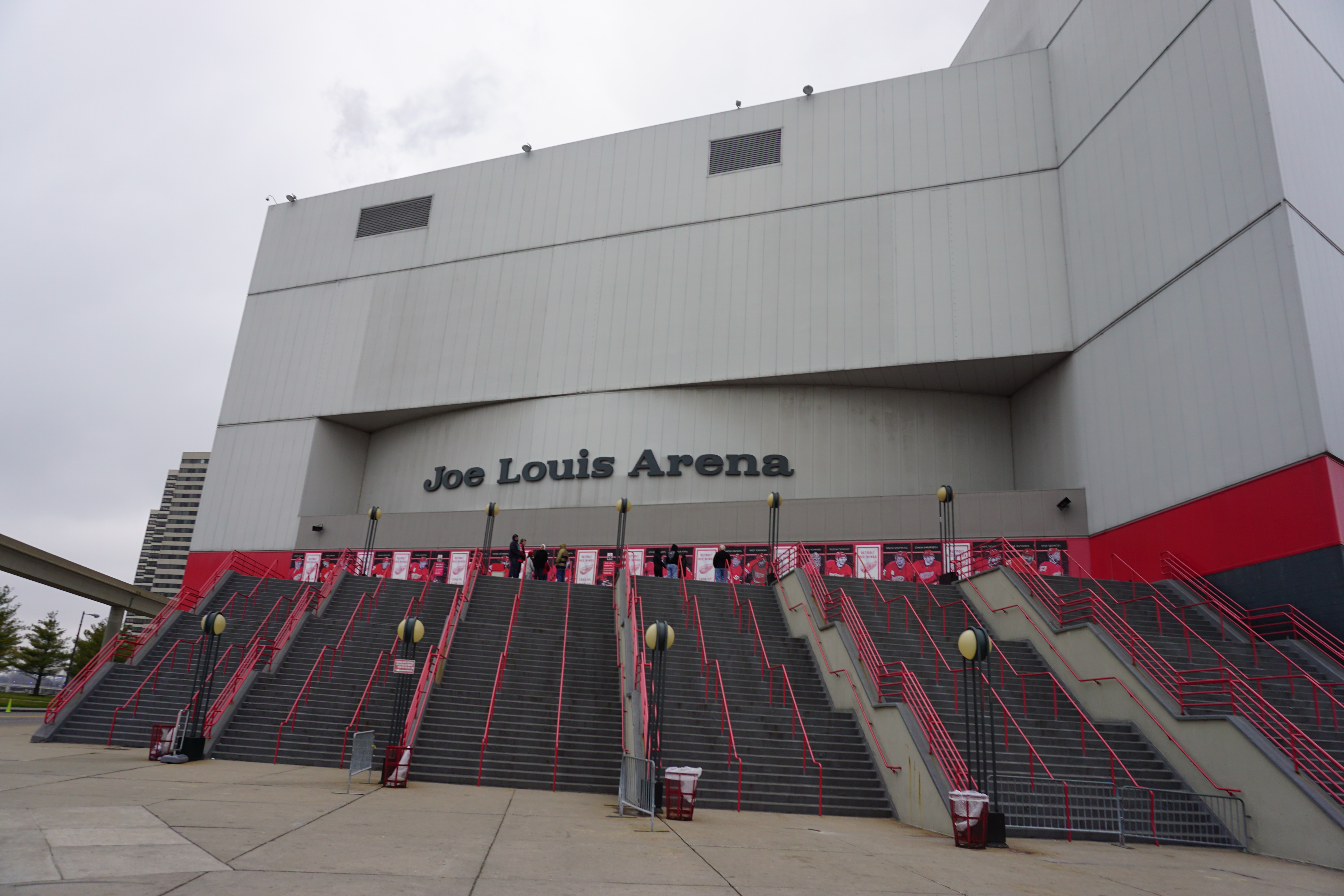
Joe Louis Arena.

Joe Louis Arena, i folkmun The Joe, är en arena som ligger i Detroit, Michigan, och var Detroit Red Wings hemmaarena. Den tog 20 066 åskådare och öppnades 12 december 1979. Byggkostnaden uppgick till 57 miljoner dollar.  
Joe Louis Arena stängdes efter NHL-säsongen 2016/2017 och Detroit Red Wings flyttade sin verksamhet till den nybyggda Little Caesars Arena i centrala Detroit. Eftersom Detroit inte gick till slutspel så blev den sista matchen i arenan den 9 april mot New Jersey Devils.